# Mouvement pour le socialisme (Argentine)
Pour les articles homonymes, voir Mouvement pour le socialisme.
Le Mouvement pour le socialisme, abrégé MAS, était un parti politique argentin de gauche fondé par Nahuel Moreno et Luis Zamora en 1982 comme successeur du Parti socialiste des travailleurs, qui avait été proscrit par la dictature militaire après le putsch de 1976.
Après le retour de la démocratie, en 1983, le MAS était une force électorale d'importance marginale, en remportant 42 500 votes (0.28 %) avec la formule Luis Zamora-Silvia Díaz aux premières élections présidentielles. Pourtant, à partir des élections législatives suivante, il a acquis une importance majeure, en remportant 2.25 % avec le Front du Peuple (en alliance avec le Parti communiste et le Parti de la Libération), bien qu'il n'ait pas obtenu de député. Après la dispersion du Front, en 1987, il a obtenu seul 1.40 % des suffrages.
La même année, le MAS est arrivé à un accord avec le Front Ample de Libération, composé par le Parti Communiste et la Gauche Démocratique Populaire, de Néstor Vicente, pour fonder la coalition Gauche Unie, qui a participé aux élections présidentielles et législatives de 1989 avec une liste unique. Le candidat au poste de président a été défini par une primaire ouverte, la première de l'histoire argentine, dans laquelle Vicente a battu Zamora par une marge étroite. En vertu de l'accord de la coalition, Zamora a accédé à la formule présidentielle comme candidat au poste de vice-président de Vicente.
Dans les comices présidentiels de 1989, la formule Vicente-Zamora a obtenu 2.44% des votes et un représentant dans le Collège Électoral, dans la province de Mendoza. Dans les élections législatives, il a dépassé le demi-million de voix et Luis Zamora a été élu député dans la province de Buenos Aires pour la période 1989-1993. C'était la première fois qu'une alliance de gauche arrivait à la Chambre des Députés depuis le retour de la démocratie. Dans la Chambre de Députés de la Province de Buenos Aires a aussi été élue une de ses représentante, Silvia Díaz.
Cependant, le parti a été rapidement affaibli par des problèmes internes et des démissions après la mort de Moreno en 1987, et Zamora a abandonné le parti en 1992 avec d'autres militants pour former le MST. Le MAS a connu une fragmentation, juste avant les élections de 1989, avec le départ de militants, qui formèrent en 1988 le Parti des travailleurs socialistes en 1988,  puis du Mouvement Socialiste des Travailleurs en 1992, et ensuite de Convergence Socialiste, du Front Ouvrier Socialiste, de la Ligue Socialiste Révolutionnaire et de l'Union Socialiste des Travailleurs. Avec le temps, d'autres scission ont eu lieu dans les scissions du MAS, et de nouveaux groupes, comme la Gauche Socialiste ou la Gauche des Travailleurs sont apparus. La Gauche Unie s'est dissoute en 1991.
En 1995, il a formé une alliance avec le Parti des Travailleurs Socialistes (une de ses scissions) pour présenter la formule Alcides Christiansen-José Montes dans les élections présidentielles de la même année, en obtenant seulement 0.16 % des votes.
En 2003, les militants du MAS ont dissous le parti pour fonder un nouveau parti, le Nouveau Mouvement pour le socialisme (Nouveau MAS), qui existe encore aujourd'hui.

## Élections présidentielles
| Élection | Formule              | Formule        | Votes   | %    | Résultat | Note                 |
| Élection | Président            | Vice-président | Votes   | %    | Résultat | Note                 |
| -------- | -------------------- | -------------- | ------- | ---- | -------- | -------------------- |
| 1983     | Luis Zamora          | Silvia Díaz    | 42.500  | 0,28 | Non élu. |                      |
| 1989     | Néstor Vicente       | Luis Zamora    | 409.250 | 2,44 | Non élu. | Gauche Unie          |
| 1995     | Alcides Christiansen | José Montes    | 27.643  | 0,16 | Non élu. | Alliance avec le PTS |
| 1999     |                      |                |         |      |          | Pas de candidats     |